# Zelleromyces giennensis
Zelleromyces giennensis är en svampart som beskrevs av Mor.-Arr., J. Gómez & Calonge 1998. Zelleromyces giennensis ingår i släktet Zelleromyces och familjen kremlor och riskor.   Inga underarter finns listade i Catalogue of Life.